# غونزالو كايسيدو
غونزالو كايسيدو فيردو (بالإسبانية: Gonzalo Caicedo)‏ (من مواليد 21 أكتوبر 1988 في قرطاجنة، مورسيا)، والمعروفة باسم "غونزالو"، لاعب كرة قدم إسباني، يلعب لنادي أوريويلا في مركز قلب الدفاع.

## وصلات خارجية
- غونزالو كايسيدو على موقع Soccerway.com (الإنجليزية)

- BDFutbol profile
- Futbolme profile (بالإسبانية)
- Transfermarkt profile
- Soccerway profile